# Derechos humanos en México

Los términos de derechos humanos en México alude al conjunto de derechos fundamentales de los ciudadanos, garantizados en diversos ordenamientos jurídicos del país, como la Constitución Política de los Estados Unidos Mexicanos y disposiciones en la materia en las 32 entidades federativas del país. Desde 2011, debido a la Reforma Constitucional en Materia de Derechos Humanos, tienen rango constitucional los derechos humanos contenidos en los tratados internacionales de los que México es parte. En base a la estructura de la Constitución Política de los Estados Unidos Mexicanos, se encuentran consagrados los Derechos Humanos dentro de los artículos 1 al 29.(Título Primero Capítulo 1 De Los Derechos Humanos Y Sus Garantías) A pesar de dichas reformas y organismos, en consideración de la Comisión Interamericana de Derechos Humanos, en el país los derechos humanos se violan de manera grave debido a fallas estructurales e históricas sin solución y en algunos estados esto ocurre de manera sistemática y en complicidad con autoridades de distintos niveles de gobierno.
México es parte de los 30 países en los que más se violan con mayor frecuencia los derechos humanos. Para Amnistía Internacional, la violación en México es endémica, y la garantía de los mismos no es accesible a todos los sectores de la población.Un caso relevante en la historia de México fue el movimiento estudiantil del 2 de octubre de 1968, fue un movimiento social que buscaba un cambio democrático en el país tras décadas del mismo partido gobernante, mayores libertades políticas y civiles, menor desigualdad y la salida del gobierno del Partido Revolucionario Institucional (PRI), al que se consideraba autoritario. Aunque la brutal represión en Tlatelolco terminó con el movimiento, sus ideales no murieron. Los jóvenes de ese entonces sembraron las semillas para futuros movimientos sociales que lucharían por la democracia y los derechos humanos en México.
Según un informe de organizaciones de la sociedad civil defensoras de los derechos humanos en 2013, en el país se vive un deterioro de la situación en la materia, y el gobierno mexicano no cuenta con un mecanismo de garantía al seguimiento y cumplimiento de las recomendaciones recibidas de organismos foráneos ni en la justicia a casos que quedaron impunes o sin castigo en el pasado. Las principales violaciones mencionadas fueron homicidios —particularmente feminicidios—asesinatos e intimidaciones de periodistas y defensores de los derechos humanos, desapariciones forzadas, atentados contra la libertad de expresión y desplazamiento.

## Estatus de los derechos humanos en México
En materia de derechos humanos, respecto a la pertenencia a los siete organismos de la Carta Internacional de Derechos Humanos, que incluyen al Comité de Derechos Humanos (HRC), México ha firmado o ratificado:
| México | Tratados internacionales | Tratados internacionales | Tratados internacionales | Tratados internacionales | Tratados internacionales | Tratados internacionales | Tratados internacionales | Tratados internacionales | Tratados internacionales | Tratados internacionales | Tratados internacionales | Tratados internacionales | Tratados internacionales | Tratados internacionales | Tratados internacionales | Tratados internacionales | Tratados internacionales | Tratados internacionales |
| --- | ------------------------ | ------------------------ | ------------------------ | ------------------------ | ------------------------ | ------------------------ | ------------------------ | ------------------------ | ------------------------ | ------------------------ | ------------------------ | ------------------------ | ------------------------ | ------------------------ | ------------------------ | ------------------------ | ------------------------ | ------------------------ |
| México | CESCR                    | CESCR                    | CCPR                     | CCPR                     | CCPR                     | CERD                     | CED                      | CEDAW                    | CEDAW                    | CAT                      | CAT                      | CRC                      | CRC                      | CRC                      | CRC                      | MWC                      | CRPD                     | CRPD                     |
| México | CESCR                    | CESCR-OP                 | CCPR                     | CCPR-OP1                 | CCPR-OP2-DP              | CERD                     | CED                      | CEDAW                    | CEDAW-OP                 | CAT                      | CAT-OP                   | CRC                      | CRC-OP-AC                | CRC-OP-SC                | CRC-OP-CP                | MWC                      | CRPD                     | CRPD-OP                  |
| Pertenencia | Sin información.         | Sin información.         | Firmado y ratificado.    | Firmado y ratificado.    | Firmado y ratificado.    | Firmado y ratificado.    | Firmado y ratificado.    | Firmado y ratificado.    | Firmado y ratificado.    | Firmado y ratificado.    | Firmado y ratificado.    | Firmado y ratificado.    | Firmado y ratificado.    | Firmado y ratificado.    | Sin información.         | Firmado y ratificado.    | Firmado y ratificado.    | Firmado y ratificado.    |
| Firmado y ratificado, firmado, pero no ratificado, ni firmado ni ratificado, sin información, ha accedido a firmar y ratificar el órgano en cuestión, pero también reconoce la competencia de recibir y procesar comunicaciones individuales por parte de los órganos competentes. |                          |                          |                          |                          |                          |                          |                          |                          |                          |                          |                          |                          |                          |                          |                          |                          |                          |                          |

En México los Derechos Humanos se reconocen constitucionalmente en la reforma a su Carta Magna el 10 de junio de 2011, incorporándolos en su artículo primero y elevando a nivel constitucional la tutela de estos.

## Historia de los derechos humanos en México
Los derechos humanos pueden apreciarse en la historia de México desde el momento en que los indígenas nativos son defendidos de los abusos contra ellos cometidos por los colonizadores peninsulares. Fray Bartolomé de las Casas y fray Alonso de la Vera Cruz se conmovieron al ver que las arbitrariedades de los colonizadores no tenían ninguna justificación, por lo que optaron por defender los derechos de los “naturales” considerándolos como sujetos mismos, como sus iguales.
Las Leyes de Indias tenían como finalidad la protección de los naturales a través de encomiendas, figura que fue desvirtuada por los encomenderos, quienes lejos de tomar bajo su protección a los indígenas, los explotaban y disponían de ellos como si fueran cosas y no personas.
Ya en 1847, con la vigencia del México independiente, nace en San Luis Potosí, siendo gobernador Ponciano Arriaga,  la llamada Procuraduría de los Pobres, que tuvo como acción principal, ocuparse de las personas de clase social baja que hubieran sufrido agravios por alguna autoridad, además de contar con facultades para denunciar y solicitar la reparación del daño que correspondiera.
En la Península de Yucatán en su descontento por el régimen centralista enmarcado en la entonces vigente Constitución de 1836, comúnmente conocida como Las Siete Leyes de 1836 amenazó con su intención de separarse de la República mexicana. Con la consiguiente preocupación, se le otorgó la facultad de legislar su propio régimen jurídico, como si se tratase de un Estado federalista dando origen a la Constitución de Yucatán del 31 de marzo de 1841.
Esta constitución tuvo a bien recoger un proyecto en el artículo 53, elaborado por Manuel Crescencio Rejón, que expresaba textualmente: "Corresponde a este tribunal [la Corte Suprema de Justicia] reunido: 1º. Amparar en el goce de sus derechos a los que pidan su protección contra las providencias del Gobernador o Ejecutivo reunido, cuando en ellas se hubiese infringido el Código Fundamental o las leyes, limitándose en ambos casos a reparar el agravio en la parte que procediere".
Posteriormente,gracias a la colaboración de Mariano Otero, el Juicio de Amparo se plasmó, sobre el artículo 25 del Acta de Reformas 1847, con lo que se estableció este juicio a nivel Federal, para después plasmarse en la Constitución Federal de 1857 y 60 años más tarde en la Constitución Política de los Estados Unidos Mexicanos de 1917, que actualmente sigue vigente en el país.
En esa misma Constitución de 1857 se instituyen en el Título I Sección I llamada De los Derechos del Hombre, 29 artículos que trataban del derecho a la libertad, a la enseñanza, a la justa retribución por el trabajo, a la libre manifestación de las ideas, la libertad de escribir o publicar, el derecho de petición, el de reunión y asociación pacíficas, el libre tránsito, no ser molestado sin que exista previamente motivación judicial, las garantías para el acusado de un delito, a la propiedad personal, entre otros.
Con la entrada en vigor de la Constitución Política de los Estados Unidos Mexicanos de 1917, se instituyen en su Título Primero llamado De las Garantías Individuales, 38 artículos que tratan de la obligatoriedad de su cumplimiento, del derecho a la libertad, a la educación, de la igualdad entre ambos sexos, a la libre profesión, a la libre manifestación de las ideas, a publicar o escribir, del derecho de petición, de libre asociación o reunión, al libre tránsito, del derecho a ser juzgado, a no verse afectado por la retroactividad de las leyes, a no ser molestado por autoridades sin previo mandamiento de la autoridad competente, a las garantías dentro de un juicio, de la libertad religiosa, el derecho a la nacionalidad, entre otros.
Fue hasta 1989 que se creó la Dirección General de Derechos Humanos de la Secretaría de Gobernación del Poder Ejecutivo mexicano.
La creación de la Comisión Nacional de Derechos Humanos se registra en 1990 y surge el Ombudsman nacional por decreto emitido por el presidente de la República, con la aprobación del Senado, celebrándose su primera sesión el 18 de junio de ese mismo año; sin embargo, el 13 de septiembre de 1999 se estableció que el presidente de la Comisión Nacional de Derechos Humanos (CNDH) será elegido por el voto de las dos terceras partes de los miembros presentes del Senado y durará en su cargo cinco años, pudiendo ser reelecto una sola vez.
En el texto original de la Constitución Política de los Estados Unidos Mexicanos de 1917 los llamados derechos humanos aparecen con el nombre de garantías individuales, lo que a la postre lo haría en apariencia no estar homologados a los derechos humanos que se firmarían en los diversos tratados internacionales, por lo que el 10 de junio de 2011 se publica reforma constitucional que cambia el título del Título Primero de la Constitución Política de los Estados Unidos Mexicanos de 1917, para sustituir: De las Garantías Individuales, por: De los Derechos Humanos y sus Garantías.
Esta nueva afirmación de los derechos humanos en la Constitución se considera enormemente significativa, ya que consigue homologar con los derechos humanos que se promulgan internacionalmente, ya que el término de garantías individuales no era utilizado internacionalmente, lo que podía producir diferencias en su interpretación.
Estos primeros 38 artículos de la Constitución ha sufrido desde su promulgación inicial a la fecha, 125 reformas, que los han modificado sustancialmente.
A favor de la homologación del derecho mexicano, con el derecho internacional, fue la resolución de la Corte que en junio de 2011, determinó que los jueces deben ejercer control de manera oficiosa, de los derechos adquiridos por México a través de los tratados internacionales.
Los Derechos Humanos nacieron con la finalidad de reconocer las garantías a los seres humanos, pero necesitaban todas éstas ideas plasmarse en un papel, con la finalidad de que éste fuera un fundamento para la posterior y bien ejecución de lo que la ley dijera, se hiciera. Y que el propio Estado reconociera esto como principio y los protegiera.
En sus inicios hubo diversas cartas constitucionales, que motivaron la idea de defender los Derechos Humanos, que éstos son las principales garantías con las que cuenta todo ser humano solo por el hecho de nacer: derecho a la vida, la libertad, la dignidad, la igualdad, la seguridad, la integridad física y la propiedad de ser humano.
La Constitución de 1917, nos abre un panorama extenso de los principales derechos de los ciudadanos. los primeros 29 artículos de esta Carta Magna, que son los derechos humanos, se describen en los siguientes enunciados:
Art. 1.” En los Estados Unidos Mexicanos, todas las personas gozarán de los derechos humanos reconocidos en esta Constitución y en los Tratados internacionales de los que el Estado Mexicano sea parte, así como de las garantías para su protección, cuyo ejercicio no podrá restringirse ni suspenderse, salvo en los casos y bajo las condiciones que esta Constitución establece.”
Art. 2. Los derechos de los pueblos indígenas.
Art. 3. Todo individuo tiene derecho a recibir educación, laica, gratuita y de calidad.
Art. 4. La equidad de los hombres y las mujeres será por igual, así como las garantías y derechos de todo ser humano por buscar su protección y satisfacer sus necesidades de alimentación, techo, seguridad y el Estado es su deber protegerlos y proporcionar estos servicios.
Art. 5. La libre elección de una profesión.
Art. 6. Derecho a las manifestaciones de ideas sin que haya coacción por parte del Estado sobre su persona, siempre y cuando se actúe conforme a Derecho. Los ciudadanos tienen derecho a la información.
Art. 7. Libertad de escritos sobre cualquier materia, sin cesura por parte de la autoridad.
Art.8. derecho de petición.
Art. 9. Derecho de asociación.
Art. 11. Derecho al libre tránsito de los ciudadanos dentro del territorio nacional.
Art. 16. Nadie puede ser molestado en su persona, familia, trabajo domicilio, papeles y posesiones, así como el derecho a la protección de sus datos personales, al acceso, rectificación y cancelación de los mismos.
Art. 24. Todo hombre es libre de profesar la creencia religiosa que más le agrade y para practicar las ceremonias, devociones o actos del culto respectivo.
Art. 27. Derecho a la propiedad de las tierras.
Art. 35. Derecho a la democracia.
Art. 37. Derecho a la nacionalidad.
Art. 123. Derecho al trabajo y la previsión social.

## Derechos humanos de grupos vulnerables
En México los Derechos Humanos constituyen uno de los ejes sobre los que descansa el Estado de Derecho, los cuales han ido abriéndose paso con la participación de las diversas fuerzas políticas y sociales. En este contexto, la Comisión Nacional de Derechos Humanos (CNDH) juega un papel determinante, porque tienen a su cargo, precisamente, la protección de esos derechos.
La CNDH define a los Derechos Humanos como el conjunto de prerrogativas inherentes a la naturaleza de la persona, cuya realización efectiva resulta indispensable para el desarrollo integral del individuo que vive en una sociedad jurídicamente organizada. Estos derechos, establecidos en la Constitución y en las leyes, deben ser reconocidos y garantizados por el Estado.
El reconocimiento de la diversidad cultural como rasgo inherente a la humanidad constituye un potente argumento que ha condicionado el alcance de los Derechos Humanos. En efecto, desde la década de los noventa se ha acentuado el debate acerca de la protección internacional de los Derechos Humanos, y del reconocimiento de las peculiaridades nacionales. La crítica al universalismo y la quiebra del consenso ha quedado de manifiesto en el seno mismo de la Organización de las Naciones Unidas, la cual acordó en la Declaración de Viena que:
La comunidad internacional debe tratar los Derechos Humanos en forma global y de manera justa y equitativa, en pie de igualdad y dándoles a todos el mismo peso. Debe tenerse en cuenta la importancia de las particularidades nacionales y regionales, así como de los diversos patrimonios históricos, culturales y religiosos, pero los Estados tienen el deber, sean cuales fueren sus sistemas políticos, económicos y culturales, de promover y proteger todos los Derechos Humanos y las libertades fundamentales (Conferencia Mundial sobre Derechos Humanos, Viena, del 14 al 25 de junio de 1993).
La lucha por la defensa y promoción de los Derechos Humanos se enfoca de manera preferencial a las personas y grupos vulnerables.
El concepto de vulnerabilidad se aplica a aquellos sectores o grupos de la población que por su condición de edad, sexo, estado civil y origen étnico se encuentran en condición de riesgo que les impide incorporarse al desarrollo y acceder a mejores condiciones de bienestar.
Durante la última década la atención a grupos vulnerables, ocupa un espacio creciente en las agendas legislativas de las políticas públicas, con especial atención a los procesos de vulnerabilidad social de las familias, grupos y personas. México participa en el objetivo universal de difundir y proteger el pleno goce de los derechos humanos. Por eso ha promovido la creación de organismos que se encargan de velar por ellos, tanto en el orden federal como en los estados de la República.
Es por ello que en el Plan Nacional de Desarrollo (PND 2013-2018)  incluye dentro de sus diversos objetivos y estrategias uno que está encaminado a priorizar la atención de grupos vulnerables para prevenir la violación de sus derechos humanos. Asegurar el respeto a los derechos humanos constituye una tarea que no solamente implica la restitución en el goce de tales derechos, sino desarrollar esquemas mediante los cuales sea posible prevenir su violación.

## Principio pro persona
El principio pro persona, o pro homine, "implica que la interpretación jurídica siempre debe buscar el mayor beneficio para la persona, es decir, que debe acudirse a la norma más amplia o a la interpretación extensiva cuando se trata de derechos protegidos y, por el contrario, a la norma o a la interpretación más restringida, cuando se trata de establecer límites a su ejercicio".[cita requerida] Este principio se instaura en la reforma del artículo 1 de la Constitución Política de los Estados Unidos Mexicanos de 2011. El artículo 1 incluye una cláusula de integración de los derechos humanos por la que cualquier derecho humano que no esté contenido en la Constitución será considerado como incluido. En otras palabras, si en la Constitución no se expresa la protección de un derecho humano y en un tratado internacional ratificado por México sí, se interpretará conforme al tratado.

## Libertad de expresión
México es uno de los países más peligrosos en el mundo para ejercer el periodismo y comunicación, está entre los países con los más altos niveles de impunidad de delitos contra periodistas. Aunque el número de homicidios de periodistas puede variar de acuerdo con la fuente utilizada, organizaciones de abogacía de la libertad de expresión en el mundo concuerdan en que México está entre los países más peligrosos para ejercer esta profesión.
Cerca de cien trabajadores de medios han sido asesinados o desaparecidos desde 2000 y la mayor parte de estos delitos permanecen sin resolver.
El incremento de la violencia asociada a la delincuencia organizada ha deteriorado de forma significativa las condiciones en que se practica el periodismo en las regiones.